# Lijst van voetbalinterlands Costa Rica - Polen
Deze lijst van voetbalinterlands is een overzicht van alle officiële voetbalwedstrijden tussen de nationale teams van Costa Rica en Polen. De landen speelden tot op heden drie keer tegen elkaar. De eerste ontmoeting,  een vriendschappelijke wedstrijd, werd gespeeld in San José op 7 februari 1989. Het laatste duel, een groepswedstrijd tijdens het Wereldkampioenschap voetbal 2006, vond plaats op 20 juni 2006 in Hannover (Duitsland).

## Wedstrijden
| № | Plaats     | Datum           | Competitie        | Wedstrijd          | Uitslag |
| - | ---------- | --------------- | ----------------- | ------------------ | ------- |
| 1 | San José   | 7 februari 1989 | Vriendschappelijk | Costa Rica – Polen | 2 – 4   |
| 2 | Piscataway | 6 mei 1990      | Vriendschappelijk | Polen – Costa Rica | 2 – 0   |
| 3 | Hannover   | 20 juni 2006    | WK 2006           | Costa Rica – Polen | 1 – 2   |

## Samenvatting
| Competitie        | Totaal gespeeld | Winst Costa Rica | Gelijk | Winst Polen | Doelsaldo Costa Rica – Polen |
| ----------------- | --------------- | ---------------- | ------ | ----------- | ---------------------------- |
| WK-eindronde      | 1               | 0                | 0      | 1           | 1 − 2                        |
| Vriendschappelijk | 2               | 0                | 0      | 2           | 2 − 6                        |
| Totaal            | 3               | 0                | 0      | 3           | 3 − 8                        |

Wedstrijden bepaald door strafschoppen worden, in lijn met de FIFA, als een gelijkspel gerekend.

## Details

### Eerste ontmoeting
| Vriendschappelijk (San José, Costa Rica, 7 februari 1989): |              | |
| Costa Rica | 2 – 4        | Polen |
| Alexandre Guimarães 11' Claudio Jara 87' | goals        | 8' Krzysztof Warzycha 15' Roman Kosecki 30' Krzysztof Warzycha 66' Jan Urban |
| Gustavo De Simone | bondscoach   | Wojciech Łazarek |
| Hermidio Barrantes Edwin Salazar Mauricio Montero Róger Flores Enrique Díaz Alexandre Guimarães Enrique Rivers 79' Héctor Marchena Hernán Medford Evaristo Coronado Claudio Jara | opstellingen | Józef Wandzik Piotr Jegor Zbigniew Kaczmarek Damian Łukasik 31' Dariusz Wdowczyk 79' Ryszard Tarasiewicz 62' Jerzy Wijas Waldemar Prusik Jan Urban Krzysztof Warzycha Roman Kosecki |
| Javier Wanchope 79' | wissels      | 31' Krystian Szuster 62' Piotr Rzepka 79' Piotr Soczyński |
| - Debuut van Hermidio Barrantes (Puntarenas FC) voor Costa Rica. |              | |

### Tweede ontmoeting
| Vriendschappelijk (Piscataway, Verenigde Staten, 6 mei 1990): |              | |
| Costa Rica | 0 – 2        | Polen |
| | goals        | 10' Leszek Pisz 89' Piotr Nowak |
| Bora Milutinović | bondscoach   | Andrzej Strejlau |
| Luis Gabelo Conejo 46' Geovanny Jara Rónald González Mauricio Montero 46' José Carlos Chávez Miguel Davis Róger Gómez Claudio Jara Alexandre Guimarães Óscar Ramírez José Jaikel | opstellingen | Jarosław Bako Dariusz Kubicki 60' Zbigniew Kaczmarek 46' Damian Łukasik Janusz Góra Leszek Pisz 46' Janusz Nawrocki Roman Szewczyk Jacek Ziober 60' Kazimierz Moskal Roman Kosecki |
| Hermidio Barrantes 46' Rónald Marín 46' | wissels      | 46' Piotr Czachowski 46' Piotr Soczyński 60' Robert Warzycha 60' Piotr Nowak |
| Rónald González ??' | gele kaarten | ??' Roman Szewczyk |

### Derde ontmoeting
| WK 2006 (Hannover, Duitsland, 20 juni 2006): |                 | |
| Costa Rica | 1 – 2           | Polen |
| Rónald Gómez (vrije trap) 25' | goals (assists) | 33' Bartosz Bosacki (Michał Żewłakow) 66' Bartosz Bosacki (Jacek Krzynówek) |
| Alexandre Guimarães | bondscoach      | Paweł Janas |
| José Francisco Porras Michael Umaña Luis Marin Gabriel Badilla Jervis Drummond 70' Mauricio Solis Walter Centeno Cristian Bolanos 78' Leonardo González Paulo Wanchope Rónald Gómez 82' | opstellingen    | Artur Boruc Marcin Baszczynski Bartosz Bosacki Jacek Bąk Michał Żewłakow Ireneusz Jelen 64' Arek Radomski Miroslaw Szymkowiak Jacek Krzynówek 85' Ebi Smolarek 46' Maciej Żurawski |
| Harold Wallace 70' Álvaro Saborío 78' Carlos Hernández 82' | wissels         | 46' Pawel Brozek 64' Mariusz Lewandowski 85' Grzegorz Rasiak |
| Michael Umaña 17' Luis Marin 45+2' Rónald Gómez 45+2' Gabriel Badilla 56' Leonardo González 76'                                                                                         | gele kaarten    | 18' Arek Radomski 24' Jacek Bąk 29' Michał Żewłakow 60' Marcin Baszczynski 90+1' Artur Boruc                                                                                       |

FEDEFUTBOL · A-internationals · Selecties · Bondscoaches · Costa Ricaans vrouwenelftal · Costa Rica U21 · Costa Rica U20 · Costa Rica U19 · Costa Rica U18 · Costa Rica U17
1920 – 1949 ·
1950 – 1969 ·
1970 – 1979 ·
1980 – 1989 ·
1990 – 1999 ·
2000 – 2009 ·
2010 – 2019 ·
2020 − 2029
Copa América 1997 · 
Copa América 2001 · 
Copa América 2004 · 
Copa América 2011 · 
Copa América 2016
WK 1990 · 
WK 2002 · 
WK 2006 · 
WK 2014 · 
WK 2018
OS 1980 · 
OS 1984 · 
OS 2004
1921 · 
1922–1929 · 
1930 · 
1931–1934 · 
1935 · 
1936–1937 · 
1938 · 
1939 · 
1940 · 
1941 · 
1942 · 
1943 · 
1944–1945 · 
1946 · 
1947 · 
1948 · 
1949 · 
1950 · 
1951 · 
1952 · 
1953 · 
1954 · 
1955 · 
1956 · 
1957 · 
1958 · 
1959 · 
1960 · 
1961 · 
1962 · 
1963 · 
1964 · 
1965 · 
1966 · 
1967 · 
1968 · 
1969 · 
1970 · 
1971 · 
1972 · 
1973 · 
1974–1975 · 
1976 · 
1977–1978 · 
1979 · 
1980 · 
1981–1982 · 
1983 · 
1984 · 
1985 · 
1986 · 
1987 · 
1988 · 
1989 · 
1990 · 
1991 · 
1992 · 
1993 · 
1994 · 
1995 · 
1996 · 
1997 · 
1998 · 
1999 · 
2000 · 
2001 · 
2002 · 
2003 · 
2004 · 
2005 · 
2006 · 
2007 · 
2008 · 
2009 · 
2010 · 
2011 · 
2012 · 
2013 · 
2014 · 
2015 · 
2016 · 
2017 ·
2018 ·
2019 ·
2020 ·
2021 ·
2022 ·
2023 ·
2024
Argentinië ·
Aruba ·
Australië ·
Barbados ·
België ·
Belize ·
Bermuda ·
Bolivia ·
Bosnië en Herzegovina ·
Brazilië ·
Canada ·
Chili ·
China ·
Colombia ·
Cuba ·
Curaçao ·
Dominicaanse Republiek ·
Duitsland ·
Ecuador ·
El Salvador ·
Engeland ·
Finland ·
Frankrijk ·
Grenada ·
Griekenland ·
Guatemala ·
Guyana ·
Haïti ·
Honduras ·
Hongarije ·
Ierland ·
Iran ·
Italië ·
Jamaica ·
Japan ·
Joegoslavië ·
Kameroen ·
Marokko ·
Mexico ·
Nederland ·
Nederlandse Antillen ·
Nicaragua ·
Nieuw-Zeeland ·
Nigeria ·
Noord-Ierland ·
Noorwegen ·
Oekraïne ·
Oezbekistan ·
Oman ·
Oostenrijk ·
Panama ·
Paraguay ·
Peru ·
Polen ·
Puerto Rico ·
Qatar ·
Rusland ·
Saint Kitts en Nevis ·
Saint Vincent en de Grenadines ·
Saoedi-Arabië ·
Schotland ·
Servië ·
Slowakije ·
Sovjet-Unie ·
Spanje ·
Suriname ·
Trinidad en Tobago ·
Tsjechië ·
Tsjecho-Slowakije ·
Tunesië ·
Turkije ·
Uruguay ·
Venezuela ·
Verenigde Arabische Emiraten ·
Verenigde Staten ·
Wales ·
Zuid-Afrika ·
Zuid-Korea ·
Zweden ·
Zwitserland
Brazilië (2018) ·
China (2002) · 
Duitsland (2006) · 
Ecuador (2006) · 
Engeland (2014) · 
Griekenland (2014) · 
Italië (2014) ·
Nederland (2014) · 
Polen (2006) · 
Servië (2018) ·
Spanje (2022) ·
Turkije (2002) · 
Uruguay (2014) ·
Zwitserland (2018)
Poolse voetbalbond · A-internationals · Selecties · Statistieken · Pools vrouwenelftal · Olympisch elftal · Polen U21 · Polen U20 · Polen U19 · Polen U18 · Polen U17 · Polen U16
1921 – 1929 ·
1930 – 1939 ·
1940 – 1949 ·
1950 – 1959 ·
1960 – 1969 ·
1970 – 1979 ·
1980 – 1989 ·
1990 – 1999 ·
2000 – 2009 ·
2010 – 2019 ·
2020 – 2029
EK 2008 · 
EK 2012 · 
EK 2016 · 
EK 2020
WK 1938 ·
WK 1974 ·
WK 1978 ·
WK 1982 ·
WK 1986 ·
WK 2002 ·
WK 2006 ·
WK 2018
OS 1924 ·
OS 1936 ·
OS 1972 ·
OS 1976 ·
OS 1992
1921 · 
1922 · 
1923 · 
1924 · 
1925 · 
1926 · 
1927 · 
1928 · 
1929 · 
1930 · 
1931 · 
1932 · 
1933 · 
1934 · 
1935 · 
1936 · 
1937 · 
1938 · 
1939 · 
1940–1946 · 
1947 · 
1948 · 
1949 · 
1950 · 
1951 · 
1952 · 
1953 · 
1954 · 
1955 · 
1956 · 
1957 · 
1958 · 
1959 · 
1960 · 
1961 · 
1962 · 
1963 · 
1964 · 
1965 · 
1966 · 
1967 · 
1968 · 
1969 · 
1970 · 
1971 · 
1972 · 
1973 · 
1974 · 
1975 · 
1976 · 
1977 · 
1978 · 
1979 · 
1980 · 
1981 · 
1982 · 
1983 · 
1984 · 
1985 · 
1986 · 
1987 · 
1988 · 
1989 · 
1990 · 
1991 · 
1992 · 
1993 · 
1994 · 
1995 · 
1996 · 
1997 · 
1998 · 
1999 · 
2000 · 
2001 · 
2002 · 
2003 · 
2004 · 
2005 · 
2006 · 
2007 · 
2008 · 
2009 · 
2010 · 
2011 · 
2012 · 
2013 · 
2014 ·
2015 ·
2016 ·
2017 ·
2018 ·
2019 ·
2020 ·
2021
Albanië ·
Algerije ·
Andorra ·
Argentinië ·
Armenië ·
Australië ·
Azerbeidzjan ·
België ·
Bolivia ·
Bosnië en Herzegovina ·
Brazilië ·
Bulgarije ·
Canada ·
Chili ·
China ·
Colombia ·
Costa Rica ·
Cyprus ·
DDR ·
Denemarken ·
Duitsland ·
Ecuador ·
Egypte ·
Engeland ·
Estland ·
Faeröer · 
Finland ·
Frankrijk ·
Georgië ·
Gibraltar ·
Griekenland ·
Guatemala ·
Haïti ·
Hongarije ·
Ierland ·
India ·
Irak ·
Iran ·
Israël ·
Italië ·
Ivoorkust ·
IJsland ·
Japan ·
Joegoslavië ·
Kameroen ·
Kazachstan ·
Koeweit ·
Kroatië ·
Letland ·
Libië ·
Liechtenstein ·
Litouwen ·
Luxemburg ·
Marokko ·
Malta ·
Mexico ·
Moldavië ·
Montenegro ·
Nederland ·
Nieuw-Zeeland ·
Nigeria ·
Noord-Ierland ·
Noord-Korea ·
Noord-Macedonië ·
Noorwegen ·
Oekraïne ·
Oostenrijk ·
Peru ·
Portugal ·
Roemenië ·
Rusland ·
San Marino ·
Saoedi-Arabië · 
Schotland ·
Senegal ·
Servië ·
Servië en Montenegro · 
Singapore ·
Slovenië ·
Slowakije ·
Sovjet-Unie ·
Spanje ·
Thailand · 
Tsjechië ·
Tsjecho-Slowakije ·
Tunesië ·
Turkije ·
Uruguay ·
Verenigde Arabische Emiraten ·
Verenigde Staten ·
Wales ·
Wit-Rusland ·
Zuid-Afrika ·
Zuid-Korea ·
Zweden ·
Zwitserland
België (1982) ·
Colombia (2018) ·
Costa Rica (2006) ·
Duitsland (2006) ·
Duitsland (2008) ·
Duitsland (2016) ·
Ecuador (2006) ·
Frankrijk (1982) ·
Frankrijk (2022) ·
Griekenland (2012) ·
Italië (1982, 1) ·
Italië (1982, 2) ·
Japan (2018) ·
Kameroen (1982) ·
Kroatië (2008) ·
Noord-Ierland (2016) ·
Oostenrijk (2008) ·
Peru (1982) ·
Rusland (2012) ·
Senegal (2018) ·
Slowakije (2021) ·
Sovjet-Unie (1982) ·
Spanje (2021) ·
Tsjechië (2012) ·
Zweden (2021)